# Colin Renfrew
Colin Renfrew, född 25 juli 1937 i Stockton-on-Tees, County Durham, död 24 november 2024 i Cambridge, var en brittisk arkeolog. Han blev adlad till baron 1991 genom ett så kallat life peerage, vilket innebar att han kunde titulera sig Lord Renfrew of Kaimsthorn, men hans arvinge ärver inte adelskapet. Renfrew var professor i arkeologi vid universitetet i Southampton 1972–1981 och var sedan sistnämnda år med samma befattning knuten till arkeologiska institutionen vid Cambridgeuniversitetet.
Renfrew publicerade 1987 boken Arkeologi och språk, vilken presenterar en teori över de indoeuropeiska språkens ursprung. Renfrew förlägger urindoeuropéerna till Anatolien, och kopplar samman deras spridning med jordbrukets utbredning i Europa (den neolitiska revolutionen) från cirka 7000 f.Kr. Renfrews teori är troligen den viktigaste konkurrenten till den äldre kurganhypotesen, enligt vilken urindoeuropéerna levde på den pontisk-kaspiska stäppen norr om Svarta och Kaspiska havet, och spred sig till Europa genom vapenmakt från cirka 3000 f.Kr.
Han myntade också begreppet "Arkeologins långa sömn" som då varade mellan 1900 och 1960.

## Publikationer
- The Emergence of Civilisation: The Cyclades and the Aegean in The Third Millennium BC. (1972)
- Before Civilisation, the Radiocarbon Revolution and Prehistoric Europe. (1973)
- Archaeology and Language: The Puzzle of the Indo-European Origins. (1987) (Svensk översättning 1989: Arkeologi och språk, ISBN 91-7139-119-3)
- Archaeology: Theories, Methods and Practice. (1991)
- Loot, Legitimacy and Ownership, the Ethical Crisis in Archaeology. (2000)
- Figuring It Out: The Parallel Visions of Artists and Archaeologists. (2003)